# Taça de Portugal 1969/70
Die Taça de Portugal 1969/70 war die 30. Austragung des portugiesischen Pokalwettbewerbs. Er wurde vom portugiesischen Fußballverband ausgetragen. Das Finale fand am 14. Juni 1970 im Estádio Nacional von Oeiras statt. Pokalsieger wurde Titelverteidiger Benfica Lissabon, das sich im Finale gegen Sporting Lissabon durchsetzte. Benfica qualifizierte sich mit dem Sieg für den Europapokal der Pokalsieger 1970/71.
Die ersten vier Runden wurden in einem Spiel entschieden. Bei unentschiedenem Ausgang gab es eine Verlängerung. Stand danach kein Sieger fest wurde die Partie wiederholt. Ab der 5. Runde wurden die Begegnungen in Hin- und Rückspiel ausgetragen. Auch hier wurde bei Gleichstand ein Entscheidungsspiel ausgetragen. Das Finale wurde in einem Spiel entschieden.

## Teilnehmende Teams
Die Teams aus der Terceira Divisão waren in der ersten Runden unter sich. In der zweiten Runde stiegen die Klubs aus der Segunda Divisão ein, in der 5. Runde die Vereine aus der Primeira Divisão und im Achtelfinale die Vereine aus den Kolonialgebieten.
| Primeira Divisão (14) | Segunda Divisão (28) | Segunda Divisão (28) | Distrikte (5) |
| --- | --- | --- | --- |
| - Académica de Coimbra - FC Barreirense - Belenenses Lissabon - Benfica Lissabon - Boavista Porto - Sporting Braga - GD da CUF Barreiro - Leixões SC - FC Porto - Sporting Lissabon - União de Tomar - Varzim SC - Vitória Guimarães - Vitória Setúbal | - Académico de Viseu FC - Atlético CP - SC Beira-Mar - SC Espinho - FC Famalicão - SC Farense - CD Gouveia - Leça FC - Lusitano GC Évora - Luso FC - AC Marinhense - CD Montijo - Clube Oriental de Lisboa - FC Penafiel                                                                    | - GD Peniche - Portimonense SC - SC Salgueiros - AD Sanjoanense - UD Santarém - FC Seixal - GD Sesimbra - Sport União Sintrense - FC Tirsense - SC União Torreense - CD Torres Novas - Tramagal Sport União - União Lamas - FC Vizela                                        | - Marítimo Funchal (Madeira) - SC Lusitânia (Azoren) - Independente SC (Angola) - Ténis Clube de Bissau (Guinea-Bissau) - Textáfrica do Chimoio (Mosambik) |
| Terceira Divisão (64) | | | |
| - AD Ala-Arriba - SC Alba - AC Alcanenense - Alhandra SC - SC Mineiro Aljustrelense - Almada AC - Amora FC - FC Avintes - Benfica e Castelo Branco - CD Beja - GD Bragança - Caldas SC - Calipolense CD - SC Celoricense - Casa Pia AC - GD Chaves     | - CD Cova da Piedade - SC Covilhã - Despertar SC - Desportivo Aves - GD Estoril Praia - SC Estela Portalegre - AD Fafe - Sport Faro e Benfica - CD Feirense - Ferroviária Entroncamento - Gil Vicente FC - SC Gonçalense - Recreativo Grandolense - AD Guarda - Juventude Évora - SC Lamego | - AD Limianos - Lusitânia Lourosa - Lusitano FC Vildemoinhos - Lusitano VRSA - CF Marialvas - SC Mirandela - Mortágua FC - Naval 1º de Maio - GD Nazarenos - Odivelas FC - SC Olhanense - UD Oliveirense - CF Pichelenses - SC Penalva Castelo - CD Portalegrense - SC Régua | - GD Riopele - Rio Ave FC - SG Sacavenense - AD São Pedro da Cova - 1º de Maio Sarilhense 1 - Silves FC - GD Torre Moncorvo - União de Coimbra - União de Algés - União de Almeirim - União Leiria - União de Montemor - AD Valecambrense - Vasco da Gama AC - SC Vianense - SC Vila Real |

## 1. Runde
In dieser Runde nahmen nur die Vereine aus der Terceira Divisão teil.
Freilos: União Leiria
|                          | Ergebnis  |                           |
| ------------------------ | --------- | ------------------------- |
| SC Olhanense             | 3:1       | AC Alcanenense            |
| Silves FC                | 0:0 n. V. | União de Almeirim         |
| SG Sacavenense           | 2:1       | Almada AC                 |
| GD Riopele               | 1:1 n. V. | Lusitânia Lourosa         |
| SC Régua                 | 7:0       | Mortágua FC               |
| Rio Ave FC               | 3:0       | AD Guarda                 |
| AD São Pedro da Cova     | 4:0       | CF Pichelenses            |
| SC Covilhã               | 8:0       | SC Mirandela              |
| SC Vianense              | 2:0       | AD Valecambrense          |
| SC Vila Real             | 2:1       | SC Celoricense            |
| Vasco da Gama AC         | 3:2       | Ferroviária Entroncamento |
| União de Coimbra         | 1:0       | Gil Vicente FC            |
| SC Lamego                | 5:0       | SC Penalva Castelo        |
| União de Algés           | 2:2 n. V. | Caldas SC                 |
| GD Nazarenos             | 7:3       | União de Montemor         |
| Naval 1º de Maio         | 6:1       | Sport Faro e Benfica      |
| CD Beja                  | 1:0       | Alhandra SC               |
| Benfica e Castelo Branco | 3:2       | Despertar SC              |
| FC Avintes               | 1:0       | CD Feirense               |
| SC Alba                  | 2:0       | AD Limianos               |
| AD Fafe                  | 5:0       | SC Gonçalense             |
| AD Ala-Arriba            | 4:0       | GD Bragança               |
| Casa Pia AC              | 2:1       | Recreativo Grandolense    |
| CD Cova da Piedade       | 6:1       | Calipolense CD            |
| Juventude Évora          | 4:1       | GD Estoril Praia          |
| CF Marialvas             | 9:1       | GD Torre Moncorvo         |
| GD Chaves                | 2:1       | Lusitano FC Vildemoinhos  |
| Odivelas FC              | 3:2       | SC Mineiro Aljustrelense  |
| Desportivo Aves          | 2:1       | UD Oliveirense            |
| SC Estela Portalegre     | 2:0       | Lusitano VRSA             |
| CD Portalegrense         | 5:0       | Amora FC                  |

### Wiederholungsspiele
|                   | Ergebnis     |                |
| ----------------- | ------------ | -------------- |
| União de Almeirim | 0:2          | Silves FC      |
| Lusitânia Lourosa | 0:1          | GD Riopele     |
| Caldas SC         | 1:1 n. V.(L) | União de Algés |

## 2. Runde
Die Teams aus der Segunda Divisão stiegen in dieser Runde ein.
|                          | Ergebnis  |                       |
| ------------------------ | --------- | --------------------- |
| Lusitano GC Évora        | 0:2       | Luso FC               |
| Naval 1º de Maio         | 2:1       | SG Sacavenense        |
| Juventude Évora          | 1:3       | SC Olhanense          |
| GD Chaves                | 1:1 n. V. | SC Salgueiros         |
| CD Montijo               | 3:0       | GD Peniche            |
| FC Penafiel              | 4:0       | AC Marinhense         |
| Clube Oriental de Lisboa | 5:1       | Tramagal Sport União  |
| GD Nazarenos             | 1:0       | Odivelas FC           |
| União Lamas              | 1:1 n. V. | SC Alba               |
| União Leiria             | 0:0 n. V. | Portimonense SC       |
| Sport União Sintrense    | 1:0       | SC Estela Portalegre  |
| Silves FC                | 2:2 n. V. | Casa Pia AC           |
| Rio Ave FC               | 2:0       | FC Avintes            |
| SC Farense               | 3:1       | FC Seixal             |
| Benfica e Castelo Branco | 0:1       | UD Santarém           |
| CD Beja                  | 0:0 n. V. | GD Sesimbra           |
| AD Sanjoanense           | 3:0       | SC Vila Real          |
| AD Fafe                  | 1:0       | SC Espinho            |
| Atlético CP              | 3:0       | CD Cova da Piedade    |
| Leça FC                  | 1:2       | FC Tirsense           |
| FC Vizela                | 2:3       | Académico de Viseu FC |
| Desportivo Aves          | 3:2       | GD Riopele            |
| CF Marialvas             | 1:2       | SC Lamego             |
| FC Famalicão             | 2:1       | CD Gouveia            |
| SC União Torreense       | 5:1       | CD Portalegrense      |
| SC Vianense              | 0:0 n. V. | SC Beira-Mar          |
| Vasco da Gama AC         | 2:1       | União de Algés        |
| AD Ala-Arriba            | 4:5       | CD Torres Novas       |
| SC Covilhã               | 0:1       | União de Coimbra      |
| SC Régua                 | 1:2       | AD São Pedro da Cova  |

### Wiederholungsspiele
|                 | Ergebnis |              |
| --------------- | -------- | ------------ |
| SC Beira-Mar    | 2:0      | SC Vianense  |
| Portimonense SC | 3:1      | União Leiria |
| SC Salgueiros   | 1:0      | GD Chaves    |
| GD Sesimbra     | 3:1      | CD Beja      |
| Casa Pia AC     | 6:0      | Silves FC    |
| SC Alba         | 1:0      | União Lamas  |

## 3. Runde
Die Spiele fanden am 7. und 8. Dezember 1969 statt.
|                          | Ergebnis  |                       |
| ------------------------ | --------- | --------------------- |
| Portimonense SC          | 3:3 n. V. | Académico de Viseu FC |
| SC Olhanense             | 1:2       | AD Sanjoanense        |
| FC Tirsense              | 1:0       | SC Beira-Mar          |
| SC Lamego                | 3:0       | Rio Ave FC            |
| Vasco da Gama AC         | 1:3       | SC Salgueiros         |
| União de Coimbra         | 2:3 n. V. | Sport União Sintrense |
| SC Farense               | 1:0       | Naval 1º de Maio      |
| GD Sesimbra              | 3:0       | SC União Torreense    |
| SC Alba                  | 5:2       | AD Fafe               |
| Casa Pia AC              | 5:0       | AD São Pedro da Cova  |
| CD Montijo               | 1:0       | Desportivo Aves       |
| FC Penafiel              | 4:3 n. V. | CD Torres Novas       |
| FC Famalicão             | 4:1 n. V. | UD Santarém           |
| Clube Oriental de Lisboa | 0:0 n. V. | GD Nazarenos          |
| Atlético CP              | 3:2       | Luso FC               |

### Wiederholungsspiele
|                       | Ergebnis |                          |
| --------------------- | -------- | ------------------------ |
| GD Nazarenos          | 2:1      | Clube Oriental de Lisboa |
| Académico de Viseu FC | 1:0      | Portimonense SC          |

## 4. Runde
Freilos: FC Famalicão
|                       | Ergebnis  |                       |
| --------------------- | --------- | --------------------- |
| SC Lamego             | 2:1       | GD Sesimbra           |
| FC Tirsense           | 1:0       | Atlético CP           |
| GD Nazarenos          | 3:1       | SC Farense            |
| FC Penafiel           | 1:1 n. V. | AD Sanjoanense        |
| SC Alba               | 1:1 n. V. | CD Montijo            |
| Casa Pia AC           | 0:2       | SC Salgueiros         |
| Académico de Viseu FC | 0:2       | Sport União Sintrense |

### Wiederholungsspiele
|                | Ergebnis |             |
| -------------- | -------- | ----------- |
| CD Montijo     | 2:0      | SC Alba     |
| AD Sanjoanense | 2:1      | FC Penafiel |

## 5. Runde
In dieser Runde traten die 14 Teams der Primeira Divisão ein. Die Hinspiele fanden am 15. Februar 1970 statt, die Rückspiele am 22. März 1970.
|                       | Gesamt |                     | Hinspiel | Rückspiel |
| --------------------- | ------ | ------------------- | -------- | --------- |
| Sport União Sintrense | 5:4    | SC Lamego           | 3:0      | 2:4       |
| Leixões SC            | 3:2    | FC Barreirense      | 0:1      | 3:1       |
| Vitória Setúbal       | 3:4    | Benfica Lissabon    | 3:2      | 0:2       |
| Sporting Braga        | 2:2    | CD Montijo          | 1:1      | 1:1       |
| Boavista Porto        | 3:3    | Varzim SC           | 3:0      | 0:3       |
| FC Tirsense           | 3:2    | FC Porto            | 2:2      | 1:0       |
| Vitória Guimarães     | 5:4    | AD Sanjoanense      | 2:0      | 3:4       |
| União de Tomar        | 3:2    | GD da CUF Barreiro  | 1:0      | 2:2       |
| FC Famalicão          | 1:4    | Belenenses Lissabon | 1:2      | 0:2       |
| SC Salgueiros         | 0:3    | Sporting Lissabon   | 0:1      | 0:2       |
| Académica de Coimbra  | 5:1    | GD Nazarenos        | 1:0      | 4:1       |

### Entscheidungsspiele
|                | Ergebnis |            |
| -------------- | -------- | ---------- |
| Sporting Braga | 2:1      | CD Montijo |
| Boavista Porto | 3:0      | Varzim SC  |

## Achtelfinale
Die Teams aus den Kolonialgebieten stiegen in dieser Runde ein. Die Hinspiele fanden am 26. April 1970 statt, die Rückspiele am 3. Mai 1970.
|                       | Gesamt |                       | Hinspiel | Rückspiel |
| --------------------- | ------ | --------------------- | -------- | --------- |
| Ténis Clube de Bissau | 1:3    | Sporting Braga        | 0:3      | 1:0       |
| Académica de Coimbra  | 0:4    | Sporting Lissabon     | 0:1      | 0:3       |
| Textáfrica do Chimoio | 2:9    | Belenenses Lissabon   | 2:6      | 0:3       |
| União de Tomar        | 9:1    | Independente SC       | 4:0      | 5:1       |
| Vitória Guimarães     | 20:00  | SC Lusitânia          | 11:00    | 9:0       |
| Leixões SC            | 6:0    | Marítimo Funchal      | 4:0      | 2:0       |
| FC Tirsense           | 0:0    | Sport União Sintrense | 0:0      | 0:0       |
| Benfica Lissabon      | 9:3    | Boavista Porto        | 6:1      | 3:2       |

### Entscheidungsspiel
|             | Ergebnis |                       |
| ----------- | -------- | --------------------- |
| FC Tirsense | 2:1      | Sport União Sintrense |

## Viertelfinale
Die Hinspiele fanden am 17. Mai 1970 statt, die Rückspiele am 24. Mai 1970.
|                     | Gesamt |                  | Hinspiel | Rückspiel |
| ------------------- | ------ | ---------------- | -------- | --------- |
| Leixões SC          | 2:0    | União de Tomar   | 2:0      | 0:0       |
| Sporting Lissabon   | 8:1    | Sporting Braga   | 6:1      | 2:0       |
| Vitória Guimarães   | 3:4    | Benfica Lissabon | 2:0      | 1:4       |
| Belenenses Lissabon | 1:1    | FC Tirsense      | 1:0      | 0:1       |

### Entscheidungsspiel
|                     | Ergebnis |             |
| ------------------- | -------- | ----------- |
| Belenenses Lissabon | 2:1      | FC Tirsense |

## Halbfinale
Die Hinspiele fanden am 30. und 31. Mai 1970 statt, die Rückspiele am 7. Juni 1970.
|                   | Gesamt |                     | Hinspiel | Rückspiel |
| ----------------- | ------ | ------------------- | -------- | --------- |
| Benfica Lissabon  | 9:1    | Leixões SC          | 8:0      | 1:1       |
| Sporting Lissabon | 6:4    | Belenenses Lissabon | 4:2      | 2:2       |

## Finale
| Paarung           | Benfica Lissabon – Sporting Lissabon |
| Ergebnis          | 3:1 (1:0) |
| Datum             | 14. Juni 1970 |
| Stadion           | Estádio Nacional, Oeiras |
| Schiedsrichter    | Henrique Marques da Silva |
| Tore              | 1:0 Artur Jorge (14.) 2:0 José Augusto Torres (50.) 3:0 António Simões (63.) 3:1 Fernando Peres (83.) |
| Benfica Lissabon  | José Henrique – Zeca Miglietti, Malta da Silva , Augusto Matine, Humberto Coelho – Diamantino Costa (65. Adolfo Calisto), António Simões, Toni, Jaime Graça – José Augusto Torres, Artur Jorge Cheftrainer: José Augusto                                     |
| Sporting Lissabon | Vítor Damas – Pedro Gomes , Celestino Bárbara, Francisco Caló, José Carlos, Hilário da Conceição –Vítor Gonçalces (56. Carlos Manaca), Fernando Peres, Nélson Fernandes (31. João Lourenço) – Joaquim Dinis, Mário da Silva Mateus Cheftrainer: Fernando Vaz |
| Platzverweise     | Malta da Silva (84.) – keine |